# Grodzisko (przystanek kolejowy w województwie wielkopolskim)
Grodzisko – zamknięty w 1965 roku i zlikwidowany w 1972 roku kolejowy przystanek osobowy na linii kolejowej Domachowo – Karzec w Grodzisku, w województwie wielkopolskim, w Polsce. Został zbudowany w 1903 roku.